# 科尔蒂讷
科尔蒂讷（法語：Coltines，法語發音：[kɔltin]）是法国康塔尔省的一个市镇，属于圣弗卢尔区。

## 地理
科尔蒂讷（45°5'36"N, 2°59'16"E）面积19.02 平方千米，位于法国奥弗涅-罗讷-阿尔卑斯大区康塔爾省，该省份为法国中南部省份，位于法國中央高原中心，北起科雷兹省、上盧瓦爾省和多姆山省，西接洛特省和科雷兹省，南至阿韦龙省和洛特省，东临上盧瓦爾省和洛泽尔省。
与科尔蒂讷接壤的市镇（或旧市镇、城区）包括：昂德拉、罗菲亚克、塔利扎、于塞勒、塞勒、讷萨格-穆瓦萨克。

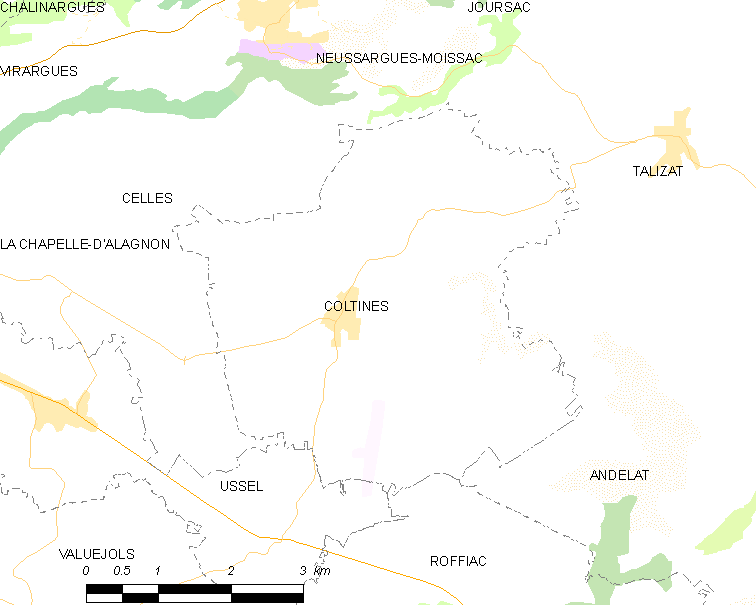
科尔蒂讷的OSM定位图

科尔蒂讷的时区为UTC+01:00、UTC+02:00（夏令时）。

## 行政
科尔蒂讷的邮政编码为15170，INSEE市镇编码为15053。

## 政治
科尔蒂讷所属的省级选区为圣弗卢尔第一县。

## 人口

1962-2008年间科尔蒂讷人口变化图示

科尔蒂讷于2022年1月1日时的人口数量为428人。